# 摂政
摂政（せっしょう、英語: regent）は、君主制国家において、君主が幼少、女性、病弱である等の理由で政務を執り行うことが不可能、あるいは君主が空位であるなどの場合に君主に代わって政務を摂ること、またはその役職のこと。
多くの場合、君主の親族（血縁関係にある者）や配偶者が就任する。

## 日本における摂政

### 現行法における摂政
1947年（昭和22年）に施行された日本国憲法及び現皇室典範でも摂政の制度が規定された。日本国憲法及び皇室典範の規定するところでは、摂政は、天皇の名でその国事行為を行う職であり、国事行為に関する権限は天皇と全く同等である。
天皇が成年に達しない時、重患あるいは重大な事故といった故障によって国事行為を執り行うことができないと皇室会議で判断された時に設置される。
摂政に類似した概念として、国事行為臨時代行（国事行為の臨時代行に関する法律に基づく）が挙げられる。これは、天皇が疾患又は事故（一時的な入院、外遊など）の際に、内閣の助言と承認に基づいた天皇の委任（国事行為臨時代行への勅書の伝達）によって、故障の無い成年皇族による国事行為の臨時代行が行われるものである。
国事行為臨時代行が天皇の委任によって設置される委任代理機関であるのに対し、摂政は法律上の原因（天皇が成年に達しない時、重患あるいは重大な事故といった故障によって国事行為を行うことができないと皇室会議で判断された時）の発生により当然に設置される法定代理機関である。
日本国憲法及び現・皇室典範の下で、2025年8月11日現在まで摂政が設置された事例は無い。摂政が設置される条件は皇室典範第16条に規定されており、天皇が成年に達した場合や故障が解消され皇室会議の議を経た場合に摂政は廃止される。

日本国憲法第四条第二項
天皇は、法律の定めるところにより、その国事に関する行為を委任することができる。
同第五条皇室典範の定めるところにより摂政を置くときは、摂政は、天皇の名でその国事に関する行為を行ふ。この場合には、前条第一項の規定を準用する。
皇室典範第十六条 　天皇が成年に達しないときは、摂政を置く。
天皇が、精神もしくは身体の重患又は重大な事故により、国事に関する行為をみずからすることができないときは、皇室会議の議により、摂政を置く。

摂政は、成年に達した皇族が以下の順序で就任する。

1. 皇太子、皇太孫
2. 親王及び王
3. 皇后
4. 皇太后
5. 太皇太后
6. 内親王及び女王

親王及び王あるいは内親王及び女王の就任順序はそれぞれ皇位継承順位に準拠するが、摂政には親王妃及び王妃を除く女性皇族でも就任可能である。なお、摂政又は摂政となる順序にあたる者が、重患あるいは重大な事故といった故障があるときは、皇室会議の議決により、上の順序に沿って摂政又は摂政となる順序を変更することが可能である。
| 順位                                                                                 |  | 名・身位              | 生年月日                           | 性別 | 備考                                       | 皇位継承 順位 |
| ------------------------------------------------------------------------------------ |  | --------------------- | ---------------------------------- | ---- | ------------------------------------------ | ------------- |
| 1                                                                                    |  | 秋篠宮文仁親王 (皇嗣) | 1965年（昭和40年）11月30日（59歳） | 男性 | 皇室典範第17条1項1号 「皇太子」（皇嗣）    | 1             |
| 2                                                                                    |  | 悠仁親王              | 2006年（平成18年）9月6日（18歳）   | 男性 | 皇室典範第17条1項2号 「親王及び王」        | 2             |
| 3                                                                                    |  | 常陸宮正仁親王        | 1935年（昭和10年）11月28日（89歳） | 男性 | 皇室典範第17条1項2号 「親王及び王」        | 3             |
| 4                                                                                    |  | 皇后雅子              | 1963年（昭和38年）12月9日（61歳）  | 女性 | 皇室典範第17条1項3号 「皇后」              | －            |
| 5                                                                                    |  | 上皇后美智子          | 1934年（昭和9年）10月20日（90歳）  | 女性 | 皇室典範第17条1項4号 「皇太后」（上皇后 ） | －            |
| 6                                                                                    |  | 愛子内親王            | 2001年（平成13年）12月1日（23歳）  | 女性 | 皇室典範第17条1項6号 「内親王及び女王」    | －            |
| 7                                                                                    |  | 佳子内親王            | 1994年（平成6年）12月29日（30歳）  | 女性 | 皇室典範第17条1項6号 「内親王及び女王」    | －            |
| 8                                                                                    |  | 彬子女王              | 1981年（昭和56年）12月20日（43歳） | 女性 | 皇室典範第17条1項6号 「内親王及び女王」    | －            |
| 9                                                                                    |  | 瑶子女王              | 1983年（昭和58年）10月25日（41歳） | 女性 | 皇室典範第17条1項6号 「内親王及び女王」    | －            |
| 10                                                                                   |  | 承子女王              | 1986年（昭和61年）3月8日（39歳）   | 女性 | 皇室典範第17条1項6号 「内親王及び女王」    | －            |
| - 上皇である明仁は皇室典範特例法の規定により、摂政就任資格は有しない。 脚注 1. 2. 3. |  |                       |                                    |      |                                            |               |

摂政が設置されているとき、順位の高い皇族の故障がなくなったとしても、それが皇太子や皇太孫に対する場合を除いては、摂政の任を譲ることはない。

### 歴史

#### 前近代
一般には、日本史上における摂政とは天皇の勅令を受けて天皇に代わって政務を執ることまたその者の職であると定義される。『日本書紀』によると推古天皇の時の厩戸皇子（聖徳太子）が摂政となったとされており、これが日本史上における摂政の最初である。『日本書紀』の中で神功皇后が執政した時期は「神功皇后摂政紀」と呼ばれているが、これは同皇后紀を呼ぶ場合の便宜的な呼称であり、摂政という用語は神功皇后紀の本文中には登場しない。
以降何人かの皇族が摂政を行う。この間、律令制度が導入されたが、"摂政"という官職は設けられなかった。"摂政"という語は、「政務を摂る」という意の普通名詞であり、例えば藤原氏など、朝政を主導した有力な臣下を指して「摂政」という表現をしている事例があった。
人臣で初めて摂政となったのは、藤原良房であるが、この時も、官職ではなく、一種の称号として授与されたものであった。天安元年（857年）、時の文徳天皇は病に伏し近い将来、幼い皇太子惟仁親王が即位してからの朝政を憂慮し、伯父である右大臣良房に後事を託す。この時、天皇は良房を律令体制での最高の官職である太政大臣に任命するが、太政大臣は「則闕の官」（相応しいものがいる場合に初めて任命され、原則空位）であり、その職掌も明確でないことから、良房は就任を固辞。これに対して天皇は、漢の高祖・劉邦の功臣である蕭何を引き合いに出し、「政治の総攬者」としての役割を与えることを保証し、良房も太政大臣就任を引き受ける。
文徳天皇は翌天安2年（858年）に崩御、新たに清和天皇が9歳で即位し、太政大臣良房がその政務を代行した。やがて貞観6年（864年）に天皇が元服すると、皇権に対する不安は払しょくされたことから、良房の職責も自然解消、良房は太政大臣には引き続き在職しながらも、出仕を控えるようになる。
しかし、貞観8年（866年）、応天門の変が勃発。同事件では左大臣源信が当初事件の容疑者と疑われたため出仕を控え、筆頭大納言の伴善男は真犯人として処罰、その肩を持った右大臣藤原良相も失脚と、朝廷首脳陣が軒並み不在となる。清和天皇はこれを受けて、太政大臣良房の復帰を求める。この時、「太政大臣」の職掌の確認が改めて行われ、勅命により、太政大臣良房に、天下の政を摂行させることが命じられた。
この時が、人臣摂政の初例である。すなわち、元来不明瞭であった太政大臣の職掌を明言した際の者であり、かつその内容は、すでに成人した天皇の政を補佐するものというの関白に近いものであった。
その後、良房の嫡男・基経が、貞観18年（876年）、陽成天皇の即位に伴って摂政となる。この時天皇は8歳であったが、譲位する清和天皇は、自らの即位時に良房が朝政を代行したのを先例とし当時右大臣であった基経に、「幼帝を保輔して天下の政を摂り行うこと」を譲位の詔の中で命じた。幼帝の即位時、先帝による譲位の詔の中で摂政に任じられることは後の常例となる。しかしこの時は、陽成天皇が元服しても摂政の任は続けられ"摂政は幼帝に限る"という慣例は成立していなかった。
元慶8年（884年）、陽成天皇にかわり光孝天皇が即位。基経の陽成天皇に対する摂政の任は自然終了する。この時、太政大臣となっていた基経の職掌が議論され、結果、"摂政"、"関白"とも明言されないながらも、「万事は基経の掌るところで、天皇を補佐し、百官を統括する」という、後代の関白と同じ趣旨の勅命が降る。
次の宇多天皇の即位時、再度基経に勅命が降り、今度は"関白"と明言され、これが関白宣下の初例となる。幼少の天皇には摂政が、成人後の天皇には関白が置かれる慣例が確立したのは61代の天皇（朱雀天皇）の在位中に摂政から関白に転じた藤原忠平が初例であるとされている。
ここにおいて、摂政は天皇に代わって政務を執る者の職である令外の官として定義されることとなった。摂政は幼い天皇に代わって政務を摂する（代理する）職であり、詔書の御画日およびその覆奏における御画可を天皇に代わって代筆するとともに、当時において天皇の主要な大権であった官奏を覧ずることと除目・叙位を行うことを執り行った。また、天皇が出御する儀式（出御儀）においては扶持・代行を行った。また、伊勢神宮に奉幣使を発遣する際に天皇に代わって宸筆宣命を書き仰詞を奉幣使に伝えて代拝を行うこと、即位式に先立って天皇の代理として天皇の礼服を覧ずる（礼服御覧）ことが挙げられる。また、天皇の元服の際に加冠役を太政大臣が務めることになっていたが、通常は摂政が元服に先立って太政大臣に任命されることになっていたので慣例としての摂政の職務のうちに加えられる。ただし、天皇の代理ではあっても臣下である摂政が天皇の同伴無くして内裏の中心部にある紫宸殿や清涼殿を用いることは出来ず、伊勢神宮への奉幣使発遣では紫宸殿での行事は省略され、官奏・叙位・除目は清涼殿ではなく摂政の直廬にて行って奏者・執筆担当者も大臣ではなく参議や大弁が務めるなど、一定の格差は設けられていた。なお、関白は成人に達した天皇の補佐をする役割であり、天皇代行としての摂政とは性格が異なっており（『西宮記』巻8 摂政・関白）、摂政の職務として掲げた項目のうち、関白に認められた職権は官奏に関するものだけである。
藤原氏の下で摂政は職事官である大臣に付随して兼務する官職と考えられてきたが、寛和2年（986年）藤原兼家の時に職事官である右大臣を辞任して摂政のみを占める散官になった。この時、摂政の待遇に関して明法勘文と明経勘文が出された。
前者においては、
一、三公（太政大臣・左右両大臣）は太政官の長官であるが、摂政は職事官ではない。
二、律令では官人の序列は官位に従うとされ、原則は一位が筆頭となるが職事官が散官よりも優先されるため、一位の散官は中納言の次、参議の上に相当する。
三、ただし、兼家は既に三公の待遇を上回る准三宮の待遇を受けており、三公より上位の席次が認められる。そうで無いとしても摂政任命の詔に「万機の勤」を命じているため、詔勅がその待遇を定めればこれに従う。
とし、後者においては、摂政は三公とは別格で一般公卿と同列にすべきではない（従って、宮中に置いては三公より上位とすべきである）と論じた。
11世紀の藤原道長の頃からは建武の新政期を除き、摂政もしくは関白は常置の官となった。以降は外戚関係に関わりなく、常時摂政・関白のいずれかを藤原道長の子孫（御堂流）が占めるようになった。また、摂政不在時に摂政を置く必要が生じた際や、摂政から関白への移行にあたっては准摂政宣下が行われることもあった。
鎌倉時代以降、藤原北家御堂流は近衛家、一条家、鷹司家、九条家、二条家の五摂家に分かれた。室町時代においては室町幕府将軍と結びついた二条家が大半の時期で摂関を占めていたが、戦国時代に入ると大半の時期で近衛家が関白に就任している。しかし戦国期には譲位がほとんど行われなくなったため、摂政が置かれることはしばらくなかった。ふたたび摂政が置かれるのは、女帝である明正天皇の即位にあたってであった。明正天皇が成人すると、朝廷は関白を置こうと計画していたが、京都所司代板倉重宗の反対にあって頓挫した。このため明正天皇の在位中は成人の天皇にも関わらず関白ではなく摂政が置かれ、これはその後に成人の女帝後桜町天皇が即位した際の例となった。江戸時代前期には五摂家の当主が先任順に摂関の地位についていたが、近衛家・九条家・二条家で当主の早逝が相次いだため、一条家・鷹司家のの当主が摂関を占める事例が多くなった。
1868年、王政復古により摂政職は関白職、征夷大将軍職ともども廃止され、最後の人臣摂政二条斉敬は罷免された。満15歳の明治天皇が親裁することとされた。

#### 近現代（戦前）
1889年（明治22年）、大日本帝国憲法および旧・皇室典範公布により、天皇が成年に達しないときや、久きにわたる故障により執政を行うことができないとき、摂政が置かれる皇族摂政の制度が定められた。
摂政は天皇とほぼ同等の権限を有したが、大日本帝国憲法第75条の規定により憲法改正と皇室典範の増補（改正）に関する権限は無かった（日本国憲法にはこのような規定はない）。旧・典範下では皇太子裕仁親王（のち昭和天皇）が1921年（大正10年）11月25日より、1926年（大正15年）12月25日の大正天皇崩御とそれに伴う自らの皇位践祚まで摂政を務めた。設置事由は、大正天皇の身体の重患であった。この間、摂政宮（読み：せっしょうのみや）と称された。

#### 近現代（戦後）
1947年（昭和22年）5月3日施行の日本国憲法および現・皇室典範の下、摂政が置かれた事例はない。
2016年（平成28年）8月8日、当時の第125代天皇明仁が「象徴としてのお務めについての天皇陛下のおことば」をビデオメッセージで表明した際、その後の有識者会議にて例として「従来の皇室典範に従い、天皇明仁は在位のまま、皇嗣である皇太子徳仁親王を摂政に就任させる」という案や意見があったが、最終的には「明仁一代限りの退位として特例法を制定する」ことが決議された。天皇の政治関与を禁じている憲法に抵触しないよう、「天皇の退位等に関する皇室典範特例法（平成29年法律第63号）」が2017年（平成29年）6月16日に成立。同法の施行により、2019年（平成31年）4月30日を以って明仁が譲位（退位）し「上皇」となり、翌（令和元年）5月1日に徳仁が皇位を継承して第126代天皇となった（明仁から徳仁への皇位継承）。即ち天皇の譲位が憲政史上初めて実現された。

#### 摂政の辞令
藤原忠實　摂政宣命　（朝野群載　十二 宣命）

太上天皇乃詔久、關白右大臣藤原朝臣波、輔導年久之弖、爲朝重臣利、見其誠心仁、幼主遠寄託之都倍志、然則皇太子、天日嗣遠承傳賜比天、未親萬機之間、保輔幼主天、攝行政事世牟古止、一如忠仁公故事世與止詔御命遠衆聞食止宣

嘉承二年七月十九日

（訓読文） 太上法皇（白河法皇　55歳）の詔（のりたまひつら）く、関白右大臣藤原朝臣（忠実　30歳）は、輔（あなな）ひ導くこと年久しくして、朝（みかど。朝廷のこと）の重臣たり、其の誠の心を見るに、幼主（鳥羽天皇　5歳）を寄託しつべし、然らば則（すなは）ち皇太子（ひつぎのみこ。宗仁親王。のちの鳥羽天皇）、天つ日嗣（ひつぎ）を承（う）け伝へ賜ひて、未だ万機を親（み）ざるの間、幼主を保（やすんじ）輔（あなな）ひて、政事（まつりごと）を摂（と）り行なひせむこと、一（もは）ら忠仁公（藤原良房）の故事の如くせよと詔御命（のりたまふおほみこと）を衆聞食（もろもろきこしめせ）と宣（の）る、嘉承二年（1107年）七月十九日

### 日本の歴代摂政一覧
|    | 氏名       | 天皇   | 天皇と の続柄 | 補任理由       | 補任日         | 期間       | 解任理由 |
| -- | ---------- | ------ | ------------- | -------------- | -------------- | ---------- | -------- |
| 01 | 厩戸皇子   | 推古   | 皇太子        | 女性天皇       | 593年5月15日   | 28年12か月 | 本人薨去 |
| 02 | 中大兄皇子 | 斉明   | 皇太子        | 女性天皇       | 655年2月14日   | 6年7か月   | 天皇崩御 |
| 03 | 草壁皇子   | 天武   | 皇太子        | 天皇疫病？     | 681年3月19日   | 4年8か月   | 天皇崩御 |
| 04 | 藤原良房   | 清和   | 外祖父        | 天皇幼少       | 866年8月19日   | 6年2か月   | 本人薨去 |
| 05 | 藤原基経   | 陽成   | 外伯父        | 天皇幼少       | 876年11月29日  | 7年4か月   | 天皇譲位 |
| 06 | 藤原忠平   | 朱雀   | 外伯父        | 天皇幼少       | 930年9月22日   | 11年3か月  | 関白就任 |
| 07 | 藤原実頼   | 円融   | 大伯父        | 天皇幼少       | 969年8月13日   | 10か月     | 本人薨去 |
| 08 | 藤原伊尹   | 円融   | 外伯父        | 天皇幼少       | 970年5月20日   | 2年6か月   | 疾病     |
| 09 | 藤原兼家   | 一条   | 外祖父        | 天皇幼少       | 986年6月23日   | 4年        | 関白就任 |
| 10 | 藤原道隆   | 一条   | 外伯父・岳父  | 天皇幼少(1)    | 990年5月5日    | 3年        | 関白就任 |
| 11 | 藤原道長   | 後一条 | 外祖父        | 天皇幼少       | 1016年1月29日  | 1年3か月   |          |
| 12 | 藤原頼通   | 後一条 | 外叔父        | 天皇幼少       | 1017年3月16日  | 2年10か月  | 関白就任 |
| 13 | 藤原師実   | 堀河   | 義外祖父      | 天皇幼少       | 1086年11月26日 | 4年2か月   | 関白就任 |
| 14 | 藤原忠実   | 鳥羽   |               | 天皇幼少       | 1107年7月19日  | 6年6か月   | 関白就任 |
| 15 | 藤原忠通   | 崇徳   |               | 天皇幼少       | 1123年1月28日  | 6年7か月   | 関白就任 |
| 16 | 藤原忠通   | 近衛   | 義岳父        | 天皇幼少       | 1141年12月7日  | 9年1か月   | 関白就任 |
| 17 | 近衛基実   | 六条   | 義外伯父      | 天皇幼少       | 1165年6月25日  | 1年2か月   | 本人薨去 |
| 18 | 松殿基房   | 六条   | 義外叔父      | 天皇幼少       | 1166年8月24日  | 1年9か月   | 天皇譲位 |
| 18 | 松殿基房   | 高倉   |               | 天皇幼少       |                | 4年11か月  | 関白就任 |
| 19 | 近衛基通   | 安徳   |               | 天皇幼少       | 1180年2月21日  | 3年7か月   | 天皇遷幸 |
| 19 | 近衛基通   | 後鳥羽 |               | 天皇幼少       |                | 5か月      |          |
| 20 | 松殿師家   | 後鳥羽 |               | 天皇幼少       | 1183年11月21日 | 3か月      |          |
| 21 | 近衛基通   | 後鳥羽 |               | 天皇幼少       | 1184年1月22日  | 2年3か月   |          |
| 22 | 九条兼実   | 後鳥羽 | 岳父          | 天皇幼少       | 1186年3月12日  | 5年10か月  | 関白就任 |
| 23 | 近衛基通   | 土御門 |               | 天皇幼少       | 1198年1月11日  | 5年        |          |
| 24 | 九条良経   | 土御門 |               | 天皇幼少       | 1202年12月25日 | 3年4か月   | 本人薨去 |
| 25 | 近衛家実   | 土御門 |               | 天皇幼少       | 1206年3月10日  | 10か月     | 関白就任 |
| 26 | 九条道家   | 仲恭   | 義叔父        | 天皇幼少       | 1221年4月20日  | 4か月      | 天皇退位 |
| 27 | 近衛家実   | 後堀河 | 岳父          | 天皇幼少       | 1221年7月8日   | 2年6か月   | 関白就任 |
| 28 | 九条教実   | 四条   | 外叔父        | 天皇幼少       | 1232年10月4日  | 2年6か月   | 本人薨去 |
| 29 | 九条道家   | 四条   | 外祖父        | 天皇幼少       | 1235年3月28日  | 2年1か月   |          |
| 30 | 近衛兼経   | 四条   | 外叔父        | 天皇幼少       | 1237年3月10日  | 4年11か月  | 天皇崩御 |
| 31 | 一条実経   | 後深草 |               | 天皇幼少       | 1246年1月28日  | 1年1か月   |          |
| 32 | 近衛兼経   | 後深草 |               | 天皇幼少       | 1247年1月19日  | 5年10か月  |          |
| 33 | 鷹司兼平   | 後深草 |               | 天皇幼少       | 1252年10月3日  | 2年3か月   | 関白就任 |
| 34 | 九条忠家   | 後宇多 |               | 天皇幼少       | 1274年1月26日  | 6か月      |          |
| 35 | 一条家経   | 後宇多 |               | 天皇幼少       | 1274年6月20日  | 1年5か月   |          |
| 36 | 鷹司兼平   | 後宇多 |               | 天皇幼少       | 1275年10月21日 | 3年4か月   | 関白就任 |
| 37 | 鷹司兼忠   | 後伏見 |               | 天皇幼少       | 1298年7月22日  | 6か月      |          |
| 38 | 二条兼基   | 後伏見 |               | 天皇幼少       | 1298年12月20日 | 2年1か月   | 関白就任 |
| 39 | 九条師教   | 花園   |               | 天皇幼少       | 1308年8月26日  | 5か月      |          |
| 40 | 鷹司冬平   | 花園   |               | 天皇幼少       | 1308年11月10日 | 2年5か月   | 関白就任 |
| 41 | 二条良基   | 後小松 |               | 天皇幼少       | 1382年4月11日  | 4年11か月  | 辞退     |
| 42 | 近衛兼嗣   | 後小松 |               | 天皇幼少       | 1387年2月7日   | 1年2か月   | 本人薨去 |
| 43 | 二条良基   | 後小松 |               | 天皇幼少       | 1388年4月8日   | 3か月      | 関白就任 |
| 44 | 二条持基   | 後花園 |               | 天皇幼少       | 1428年7月28日  | 4年2か月   |          |
| 45 | 一条兼良   | 後花園 |               | 天皇幼少       | 1432年8月13日  | 3か月      |          |
| 46 | 二条持基   | 後花園 |               | 天皇幼少       | 1432年10月26日 | 6か月      | 関白就任 |
| 47 | 一条兼遐   | 明正   | 叔父          | 天皇幼少・女性 | 1629年11月8日  | 5年11か月  | 辞退     |
| 48 | 二条康道   | 明正   | 義叔父        | 天皇幼少・女性 | 1635年10月10日 | 8年1か月   | 天皇譲位 |
| 48 | 二条康道   | 後光明 | 義叔父        | 天皇幼少(1)    |                | 3年4か月   |          |
| 49 | 九条道房   | 後光明 |               | 天皇幼少(1)    | 1647年1月5日   | 1か月      | 疾病     |
| 50 | 一条昭良   | 後光明 |               | 天皇幼少(1)    | 1647年3月28日  | 5か月      | 関白就任 |
| 51 | 二条光平   | 霊元   | 従兄・義兄    | 天皇幼少(1)    | 1663年1月26日  | 1年10か月  | 辞退     |
| 52 | 鷹司房輔   | 霊元   |               | 天皇幼少(1)    | 1664年9月27日  | 3年7か月   | 関白就任 |
| 53 | 一条冬経   | 東山   |               | 天皇幼少(1)    | 1687年3月21日  | 2年1か月   | 関白就任 |
| 54 | 近衛家熙   | 中御門 | 義叔父        | 天皇幼少(1)    | 1709年6月21日  | 3年3か月   | 辞退     |
| 55 | 九条輔実   | 中御門 |               | 天皇幼少       | 1712年8月28日  | 4年4か月   | 関白就任 |
| 56 | 一条道香   | 桃園   | 義兄          | 天皇幼少(1)    | 1747年5月2日   | 7年10か月  | 関白就任 |
| 57 | 近衛内前   | 後桜町 |               | 女性天皇       | 1762年7月27日  | 8年5か月   | 天皇譲位 |
| 57 | 近衛内前   | 後桃園 | 岳父          | 天皇幼少(1)    |                | 1年10か月  | 関白就任 |
| 58 | 九条尚実   | 光格   |               | 天皇幼少       | 1779年11月25日 | 5年4か月   | 関白就任 |
| 59 | 二条斉敬   | 明治   |               | 天皇幼少       | 1867年1月9日   | 1年        | 摂関廃止 |
| 60 | 裕仁親王   | 大正   | 皇太子        | 天皇疾病       | 1921年11月25日 | 5年1か月   | 天皇崩御 |

(1)　天皇の元服後に補任
| 摂政           | 補任時 年齢 | 天皇       | 摂政補任 期間年齢 |
| -------------- | ----------- | ---------- | ----------------- |
| 厩戸皇子       | 19歳        | 推古天皇   | 39歳 - 68歳       |
| 中大兄皇子     | 29歳        | 斉明天皇   | 61歳 - 67歳       |
| 草壁皇子       | 19歳        | 天武天皇   | 50歳？-55歳？     |
| 近衛内前       | 34歳        | 後桜町天皇 | 21歳 - 29歳       |
| 皇太子裕仁親王 | 20歳        | 大正天皇   | 42歳 - 47歳       |

## 欧州諸国における摂政

### イギリス
摂政諸法(1937年摂政法、1943年摂政法及び 1953年摂政法)
1937年摂政法第1条（1）
国王が王位継承時に18歳未満である場合には、18歳に達するまでの間、摂政が国王の公務を国王の名で代行するものとする。
1937年摂政法第2条（1）
国王の妃又は夫君、大法官、下院議長、イングランド首席裁判官及び記録長官のうち3名以上の者が国王の精神的又は身体的な故障のために当分の間国王は公務を行うことができないと医師の証明書等の根拠をもって判断し、又は明らかな理由から国王は公務を遂行できないと根拠をもって判断し、その旨を文書で宣言するときは、国王の健康状態が回復してその公務復帰を担保できること又は国王の公務遂行が可能になったことが文書で宣言されるまでの間、摂政が国王の公務を国王の名で代行するものとする。
1937年摂政法第6条（1）
国王は、この法律の第2条に定める精神的又は身体的な故障には至らない疾病に罹患し、又は意図的か否かにかかわらず連合王国を不在にする場合には、公務の処理に遅滞又は困難が生じることを避けるため、その罹患又は不在中について、国璽を押印した開封勅許状をもって、指定する公務を国務顧問に委任することができる。また、同様の方法により、当該委任を撤回し、又は変更することができる。ただし、貴族に対する地位、称号又は爵位を授与する権限は委任することができない。

### オランダ
○憲法（1814年制定）
- 第37条1.国王の権限は、次の各号に掲げる場合には、摂政により行使される。
  - a. 国王が18歳に達しない間
  - b. 王位がいまだ生まれていない子に継承された場合
  - c. 国王が国王の権限を行使することができる状態にない旨宣言された場合
  - d. 国王が国王の権限の行使を一時的に中止した場合
  - e. 国王の死去又は退位の後に継承者がいない間

### リヒテンシュタイン
| 摂政           |  | 生年                   | 国                     | 補任           | 君主                       | 続柄                    |
| -------------- |  | ---------------------- | ---------------------- | -------------- | -------------------------- | ----------------------- |
| アロイス Alois |  | 1968年6月11日 （57歳） | リヒテンシュタイン公国 | 2004年8月15日- | ハンス・アダム2世 （80歳） | ハンス・アダム2世 第1子 |

### ルクセンブルク
| 摂政               |  | 生年                    | 国                   | 補任           | 君主            | 続柄        |
| ------------------ |  | ----------------------- | -------------------- | -------------- | --------------- | ----------- |
| ギヨーム Guillaume |  | 1981年11月11日 （43歳） | ルクセンブルク大公国 | 2024年10月8日- | アンリ （70歳） | アンリ第1子 |

### スウェーデン
○統治法（憲法に相当）（1974年制定）
- 第5章第4条 国家元首である国王又は女王がその職務を遂行するのに障害がある場合には、障害のない王室の構成員が有効な王位継承順位に従い、臨時の摂政として国家元首の任務を遂行するためにその任に就く。
- 第5章第5条 王室が断絶した場合には、議会は、当面の間国家元首の任務を遂行しなければならない摂政を選挙する。議会は、同時に副摂政を選挙する。国家元首である国王又は女王が死亡した場合又は退位した場合で、王位継承者がまだ18歳に達していないときも同様とする。
- 第5章第7条 4条又は第5条の規定に従えば、いかなる者も権限をもって職務を遂行することができない場合には、議会は、政府による指名の後、ある者を臨時の摂政として職務を遂行するよう、選挙することができる。権限を有する他のいかなる者も職務を遂行することができない場合は、議長又は議長に障害があるときは副議長が、政府による指名の後、臨時の摂政として職務を遂行する。

### スペイン
○憲法（1978年制定）第59条
- 1.国王が未成年の場合には、国王の父又は母が、両親がいない場合には、憲法に定められた順序に従い、王位を継承するに最も親近の成年の親族が、直ちに摂政権を行使し、国王が未成年の間、 摂政を行うものとする。
- 2.国王がその権能を行使することが不能となり、かつそれが国会により承認されたときは、王位 継承者たる皇太子は、成年している場合には、直ちに摂政権を行使するものとする。皇太子が未成年の場合には、成年に達するまでは、前項の定めに従うものとする。

スペイン・ブルボン朝では1885年にアルフォンソ12世が急逝し、翌年（1886年）に誕生したアルフォンソ13世が王位に就くが、成人して1902年に親政を開始するまで母親のマリア・クリスティーナが摂政を務めた。

### デンマーク
○国王の未成年、病気及び不在時の行政に関する法律（1871年制定）
- 第1条 在任中の国王が病気又は不在により行政を行うことができない場合、王位継承者が成人しており、不在でなく、また病気により行政執行できない状態になければ、国王は行政権を同人に委譲し、さもなければ摂政を設置する。
- 第2条 国王の死去に際して、王位継承者が未成年あるいはその他の理由により直ちに行政を開始できない恐れがある場合、国王は、摂政(Rigsforstander)による行政執行の決定を議会の同意を得て決定する。

### ノルウェー
○憲法（1814年制定）
- 第13条 国王は、王国内の旅行中、王国の統括を閣議に委任することができる。閣議は、国王の名においてかつ国王のために、統治を行う。閣議は、この憲法の規定及び国王の指示するところと整合的な特別の指令を遵守するものとする。
- 第40条 国会が会合して、国王未成年中の統治についての規定を設けるまでは、閣議は、憲法に従って、王国の統轄を行う。
- 第41条 戦場で指揮を執る以外の理由で国王が王国に不在、あるいは病気により行政に参加できない場合、王位継承順第一位の者が、成年に達している限りにおいて、王権の代行者として行政を行う。これに当たらない場合は、閣議によって王国の運営を行う。
- 第48条 王室の系統が絶えて、王位継承者が選挙されないときは、新たな女王又は国王は、国会でこれを選定する。その間、行政権は、第40条に従ってこれを行う。

### ベルギー
○憲法（1831年制定）
- 第92条 国王が死去した際に後継者が未成年である場合、両院は、摂政及び後見を指名するために合同の会議を開催する。
- 第93条 国王が統治することが不可能な状況になった場合、右を確認した上で、大臣は直ちに両院を招集する。両院合同会議によって摂政及び後見が決められる。
- 第95条 王位不在の場合、両院は合同会議において暫定の摂政を決定する。その後、2カ月以内に再び開催される両院合同会議において正式な摂政を決定する。

## 中東諸国における摂政

### カタール
○カタール恒久基本法（憲法に相当）（2004年制定）
- 第11条 首長の国外滞在中、もしくは暫定的にやむを得ない事由が生じた場合、皇太子が首長の代わりにその権限を引き受ける。

### クウェート
○憲法（1962年制定）
- 第61条 首長は、自らが国外にあり、皇太子によるその代行が困難な場合、その不在の期間その権能を遂行する代理を任命する。

### ヨルダン
○憲法（1952年制定）第28条
- (g)国王は太陰暦で18歳を終えた時に法的権限を獲得する。もし王位がこの年齢以下の人物に委譲された時には、国王の権力は摂政あるいは摂政会議によって行使される。摂政会議は統治している国王によって既に指名されているものとする。国王が、継承者を指名せずに崩御した場合、内閣が国王代理あるいは国王代理評議会を任命する。
- (i)国王が国外に出る場合、国王は出発前に国王令により、不在中に国王の権限を行使する国王代理あるいは国王代理評議会を任命する。国王代理、国王代理評議会は国王令に記載されている条件を遵守する。国王の不在が4か月以上継続し、かつ国会の会期中でない場合は、同事項を検討すべく直ちに国会が招集される。

反英傾向の強いタラール1世の即位が懸念されて弟のナイーフが摂政となるが、結局タラールは廃位となった。

## 他地域における摂政

### ブータン
○憲法（2008年制定）
- 第2条7項本条9項の規定に従い、次に掲げる場合、摂政評議会が設置される。
  - (a) 王位継承者が 21 歳に達していない時、
  - (b) 国王が勅令により国王大権の行使を一時的に放棄する時、
  - (c) 上下両院合同会議において議員総数の 4 分の 3 を下回らない数の議員により、国王が一時的な身体または精神的疾患により国王大権の行使ができないと決議された時。
- 9項 本条7項(b)または(c)の場合において、王位継承者たるべき国王の子孫が21歳に達している時には、摂政評議会に代わりその者が当然に摂政となる。

### エスワティニ
過去には王太后が摂政を務めていた例がある。

## 世界史における摂政

### 東洋史

#### 中国
中国では『史記』によれば帝堯の末期に舜が摂政となったのが初例であり、殷の太甲の時代に伊尹、周の成王の時代に周公旦が摂政となった。その後、皇帝が執務不能である場合に皇族が監国として政務を主宰した例がある。監国には主として皇太子が就くが、清では皇帝の叔父（ドルゴン）や実父（醇親王載灃）が摂政や監国として政務を執った例がある。モンゴル帝国ではクリルタイによって皇帝（大ハーン）が選出されるため、皇帝が崩御すると、監国が新帝選出のためのクリルタイ召集・開催中までの政務を執った（第5代皇帝クビライによって建てられた大元ウルスにおいて皇太子制が定着していくと、監国が置かれるケースは少なくなっていった）。
また歴代王朝を通じて皇太后が垂簾聴政を行う場合もある。

#### チベット
チベットにおいては、チベット仏教の最高指導者と政治上の最高指導者を兼ねるダライ・ラマ（法王）は、死去した後も転生によってこの世に生まれ変わり続けると信じられていた。ダライ・ラマが逝去した際にはチベット仏教の高僧の中から摂政が任命され、転生者の捜索の責任を負うとともに、新ダライ・ラマが成人するまでの間の政治の全権を掌握した。2021年現在のダライ・ラマであるテンジン・ギャツォ（ダライ・ラマ14世）の場合にも、即位の1940年から中国人民解放軍のチベット侵攻後の1950年までの間は摂政（初期はレティン・リンポチェ(en)、後半にはタクバ・リンポチェ）が置かれていた。

#### 朝鮮
朝鮮では中国と同様に、歴代の大王大妃や王大妃による垂簾聴政が行われていた。王に即位前の文宗や孝明世子が摂政を務めていた例がある。

### 西洋史
古代ギリシアではマケドニア王国において時折摂政が置かれ、しばしば摂政による君主の殺害や簒奪が起こった（アエロポス2世によるオレステスの殺害、ピリッポス2世によるアミュンタス4世の廃位）。アケメネス朝ペルシアを征服して大帝国を築いたマケドニア王アレクサンドロス3世（大王）の死後（紀元前323年）、王位は生まれたばかりの遺児アレクサンドロス4世と、大王の異母兄弟で知的障害者のピリッポス3世が共同で継承することになった。当然のことながら彼らに統治能力はなく、摂政が置かれることになった。
当初は有力貴族ペルディッカスが摂政に就任したが、彼に不満を持つ諸将は彼を滅ぼして重臣アンティパトロスが摂政に就任した（紀元前321年）。しかし、アンティパトロスの死後（紀元前319年）、息子のカッサンドロスとアンティパトロスから地位を譲られた老将ポリュペルコンとが摂政の地位を争い、ポリュペルコンを懐柔したカッサンドロスによってアレクサンドロス4世は殺害され、大王の血統は断絶した（紀元前309年）。
東ローマ帝国では、聖職者の長であるコンスタンティノポリス総主教が摂政役を務めたこともある。
また、戦間期のハンガリー王国におけるホルティ・ミクローシュや20世紀中葉のスペインにおけるフランシスコ・フランコのように、君主が不在のまま摂政のみが置かれることもある。

### 他地域

#### アラブ圏
イラク王国では1939年にファイサル2世が3歳で即位したために、母方叔父のアブドゥル＝イラーフが摂政を務め、1953年にファイサル2世が親政を始めると皇太叔父となる。

#### ハワイ
ハワイ王国では摂政にあたる要職としてクヒナ・ヌイ（kuhina nui）がある。カメハメハ1世がカメハメハ2世へ王位継承する際、その執政能力に不安を感じたことから新設された地位で、初代クヒナ・ヌイとしてカメハメハ1世の妻カアフマヌが担当した。1832年にカアフマヌが他界すると、カメハメハ1世の娘であったキナウがクヒナ・ヌイに就任し、以降、クヒナ・ヌイはカメハメハ王朝の指導的役割を果たす役割として定着した。